# Bilderdijkstraat (Amsterdam)

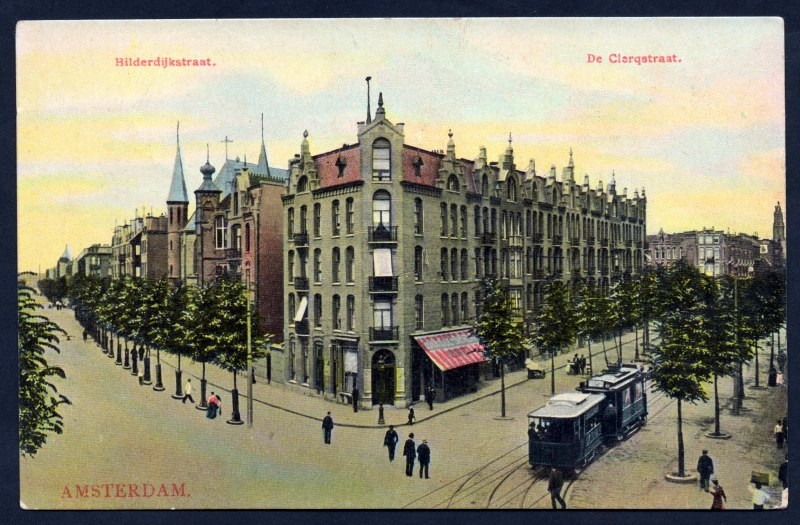
De hoek van de Bilderdijkstraat en de De Clerqstraat met tramlijn 3; circa 1910.

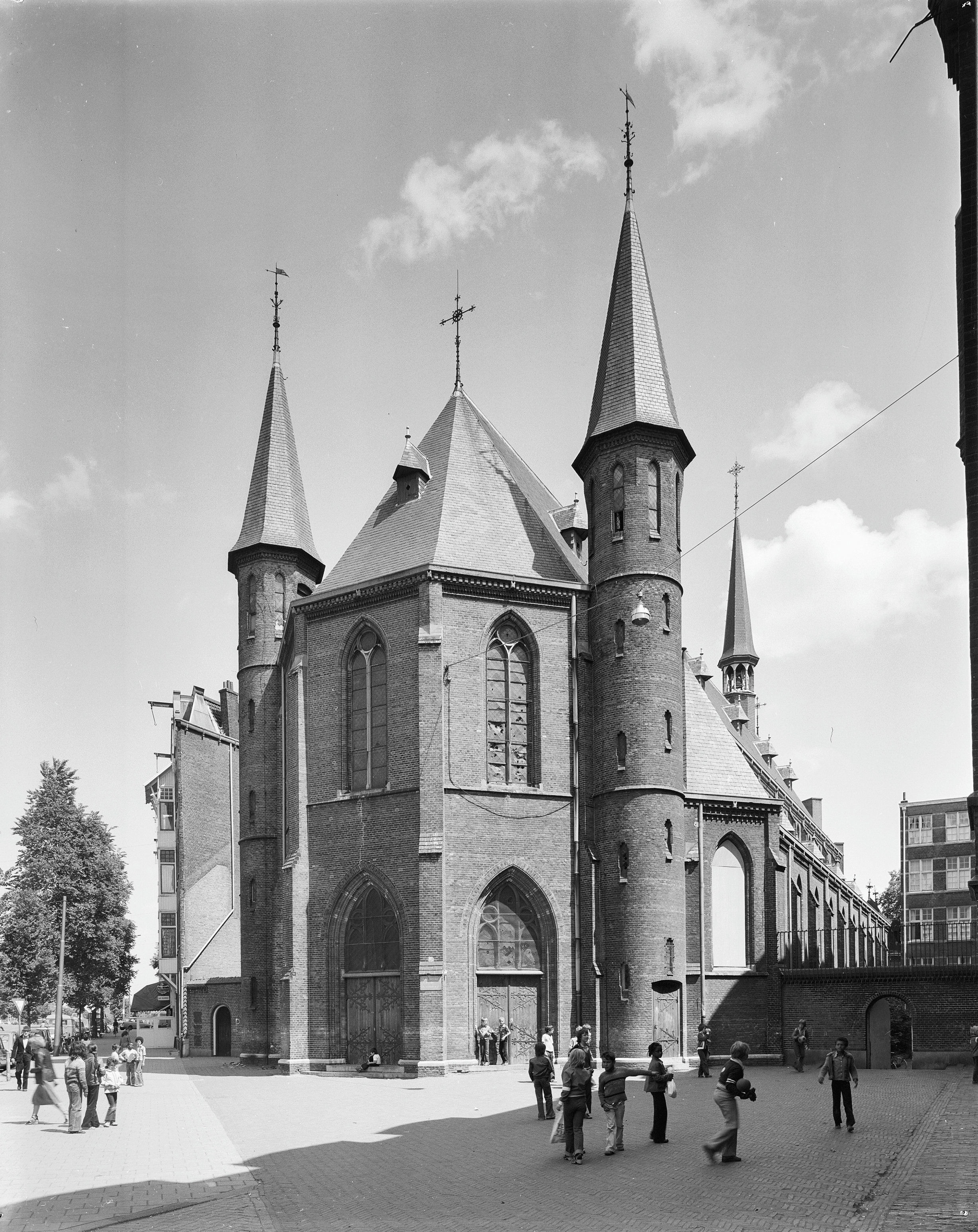
De voormalige R.K. Kerk "De Liefde" / HH. Nicolaas en Barbara aan de Bilderdijkstraat; juni 1978.

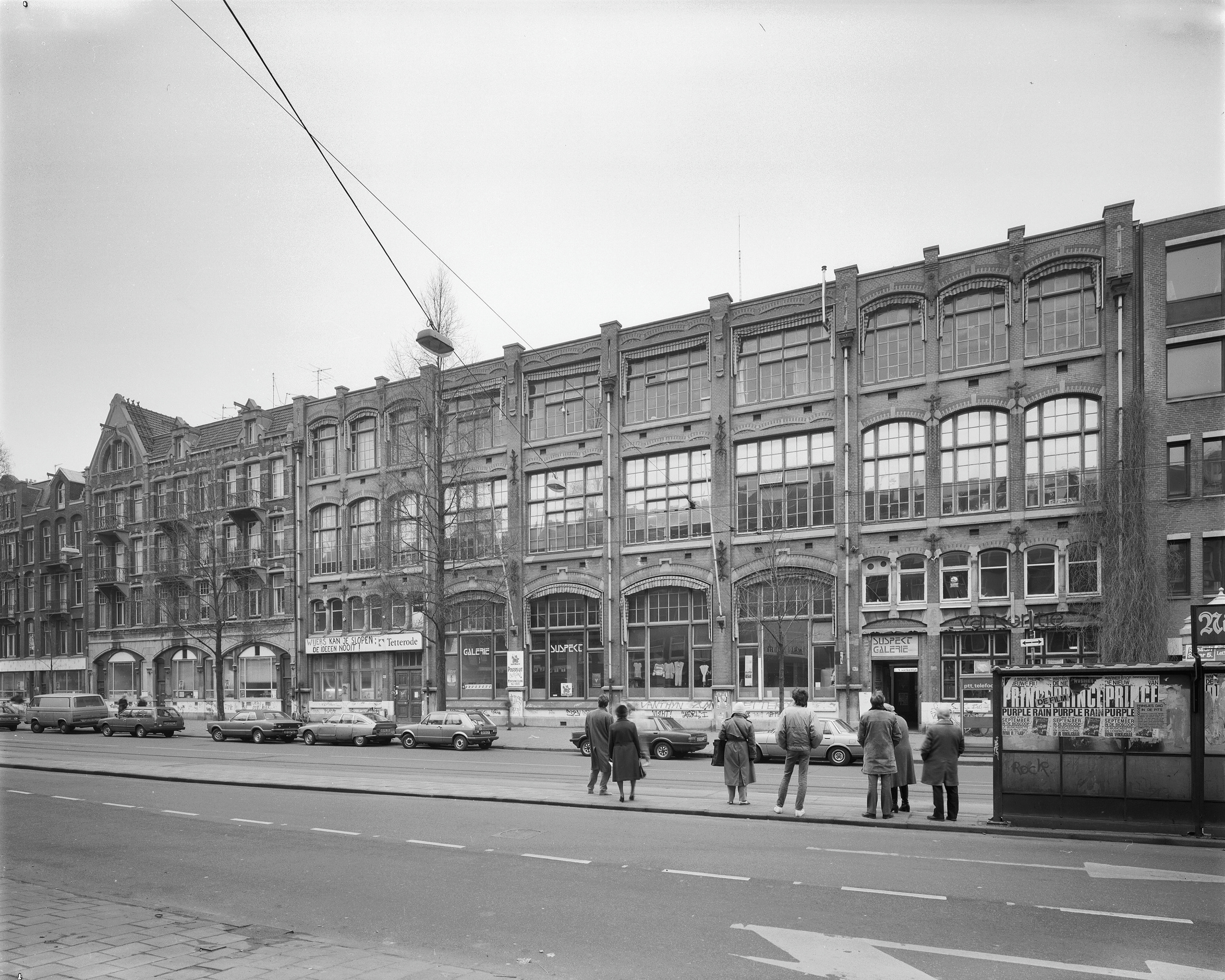
De voormalige fabriekspanden van Tetterode aan de Bilderdijkstraat 157-167 in Amsterdam-West; maart 1985.

De Bilderdijkstraat is een straat in Amsterdam-West, tussen de Hugo de Grootgracht en het Jacob van Lennepkanaal. De straat vormt de verbinding tussen de Frederik Hendrikstraat en, via de Pesthuysbrug, de Eerste Constantijn Huygensstraat. De straat wordt gekruist door de De Clerqstraat en de Kinkerstraat. Oorspronkelijk liep de Bilderdijkstraat door tot aan de Vondelstraat. Sinds 1894 heet het verlengde van de Bilderdijkstraat (tussen Jacob van Lennepkade en Vossiusstraat) echter Eerste Constantijn Huygensstraat. 
De straat werd in 1878 vernoemd naar Willem Bilderdijk (1756-1831), een Nederlandse auteur, dichter, geschiedschrijver, taalkundige en advocaat. Ook in Aalten, Alblasserdam, Alkmaar, Almelo, Alphen aan den Rijn, Arnhem, Barneveld, Den Haag, Doetinchem, Dordrecht, Enschede, Heemskerk, Heerhugowaard, Leeuwarden, Leiden, Lekkerkerk, Nijverdal, Putten, Steenwijk, Utrecht en Zwijndrecht is een straat vernoemd naar Bilderdijk. In Eindhoven en Groningen en Hilversum geldt dit voor een laan.

## Gebouwen
Aan de Bilderdijkstraat (hoek Hugo de Grootgracht) ligt het Bilderdijkpark, dat is aangelegd op de voormalige begraafplaats van de neogotische rooms-katholieke kerk De Liefde van architect Pierre Cuypers uit 1886. Op de plaats van de in 1990 gesloopte kerk, tussen de Bilderdijkstraat en de Da Costakade, is in 1992 naar een ontwerp van architect Charles Vandenhove het appartementengebouw De Liefde gerealiseerd. Voordat in de jaren zeventig van de 19e eeuw de stadsbebouwing verscheen lag hier de Vinkenbuurt.
Het monumentale complex van de voormalige lettergieterij Tetterode uit 1902 werd in 1981 gekraakt door een groep onder leiding van kunstenaar Ronald van Tienhoven. Het gebouw zou oorspronkelijk worden gesloopt, maar binnen een paar jaar werd een convenant gesloten met Woningbouwvereniging Het Oosten. Op basis daarvan mochten de krakers blijven, mits zij de binnenkant van het complex zouden opknappen. In de jaren tachtig en negentig groeide Tetterode uit tot een gemeenschap van honderden mensen, die vaak een woning en atelier combineerden. Ook herbergde het pand onder meer een kapperszaak, een galerie, een radiostation en de alternatieve homodisco De Trut.

## Trams
Tramlijn 3 rijdt sinds 1902 door de Bilderdijkstraat. In 1896 reed hier de eerste tram, de paardentramlijn Dam – Bilderdijkstraat door de nieuwe straat. In 1900 werd deze lijn verlengd naar de Eerste Constantijn Huygensstraat. In 1902 werd de lijn geëlektrificeerd als lijn 3. Ook tramlijn 12 (1977-2018), 13, 17 en 23 hebben door de Bilderdijkstraat gereden.

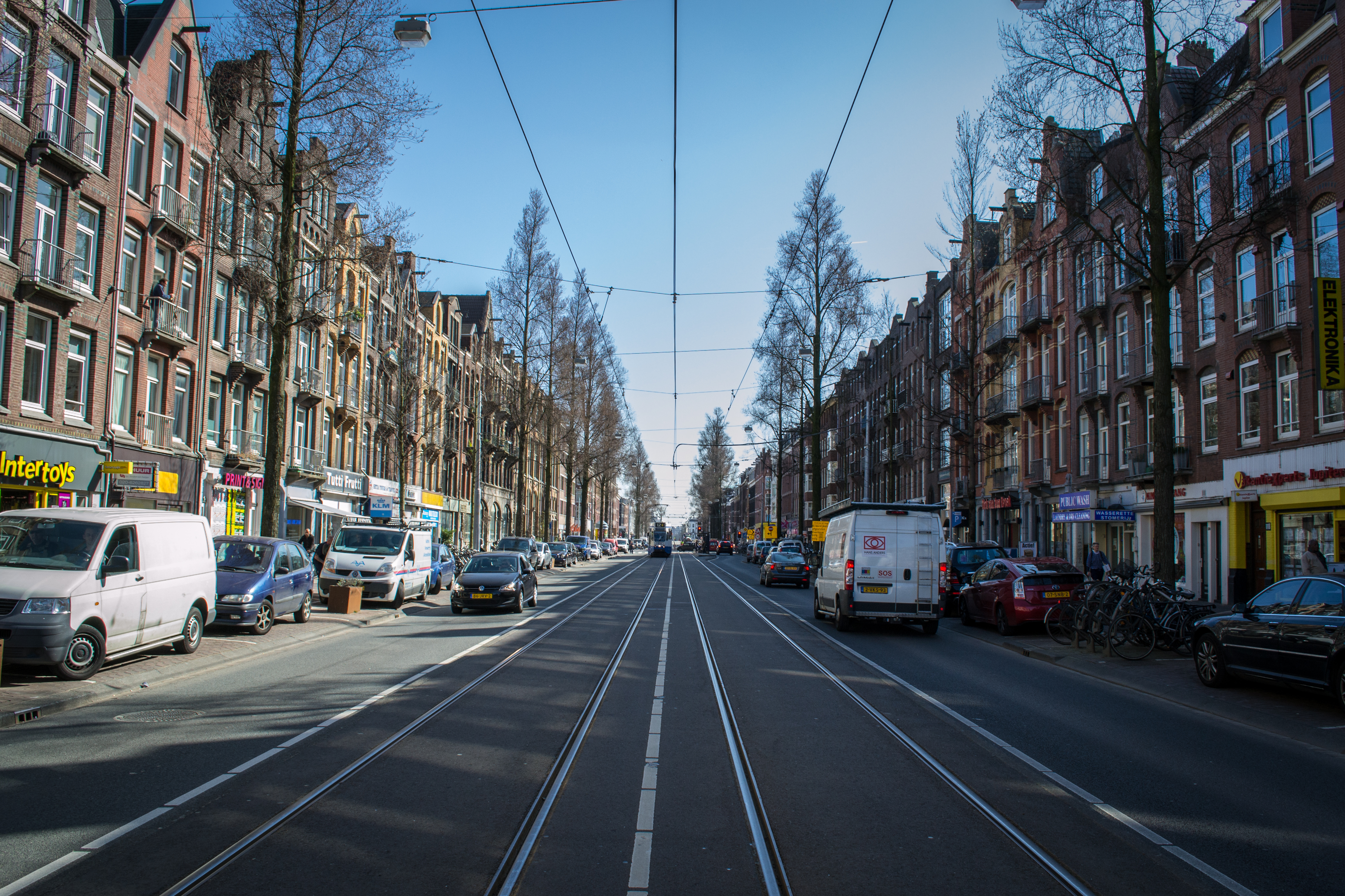
De straat in 2012, met op de achtergrond tramlijn 12
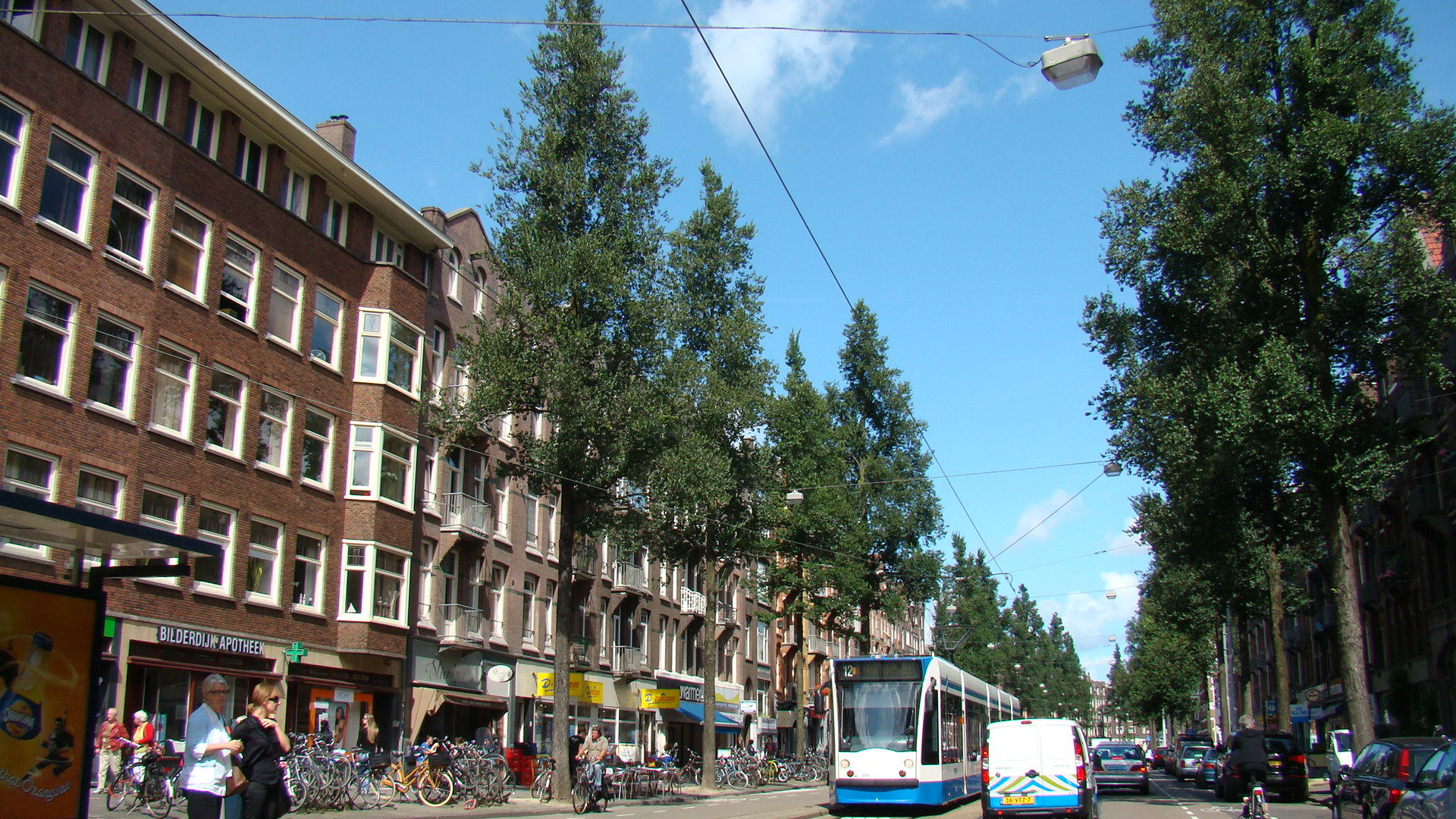
De straat in 2009 met tramlijn 12